# San Martín de Tábara
San Martín de Tábara es una localidad española del municipio de Olmillos de Castro de la provincia de Zamora, en la comunidad autónoma de Castilla y León.

## Geografía física

### Ubicación
Se encuentra situado en la comarca de Tábara, a 4,5 km de distancia de Olmillos de Castro, la capital municipal, y 44 km de Zamora, la capital provincial. Con una extensión de 2852 hectáreas. Se encuentra en las estribaciones de la sierra de la Culebra, rodeada casi en su totalidad por montes, con pequeños valles entre ellos, que se aprovechan para pastizales y huertos entre los que podemos encontrar multitud de fuentes y manantiales.
La localidad la rige el Ayuntamiento de Olmillos de Castro, aunque curiosamente San Martín de Tábara supera en habitantes censados a Olmillos de Castro, según demuestra la Relación de Unidades Poblacionales del INE. Diferentes estudios la incluyen en la Comarca de Tábara, que a su vez está enmarcada en la Comarca de Aliste.
Además, se encuentra situada a 10 km de la localidad de Tábara, considerada la capital comarcal, y a 47 km de la Benavente. El acceso principal se halla a través de la N-631, en donde se enlaza con las carreteras comarcales de Tábara y Perilla de Castro.
San Martín limita con los términos municipales de Escober de Tábara, Olmillos de Castro, Marquiz de Alba, Losacio,  Sesnández de Tábara, Navianos de Alba, Pozuelo de Tábara, Ferreruela de Tábara, Carbajales de Alba.

### Clima
El clima de la zona corresponde al clima continental. Las temperaturas son extremas, con inviernos muy rigurosos y largos y veranos cortos y calurosos. La pluviosidad es muy escasa (363,8 mm de media anual) y las lluvias se distribuyen muy irregularmente entre los meses del año, siendo las estaciones de otoño y primavera las que registran mayor cantidad de precipitaciones.

## Historia

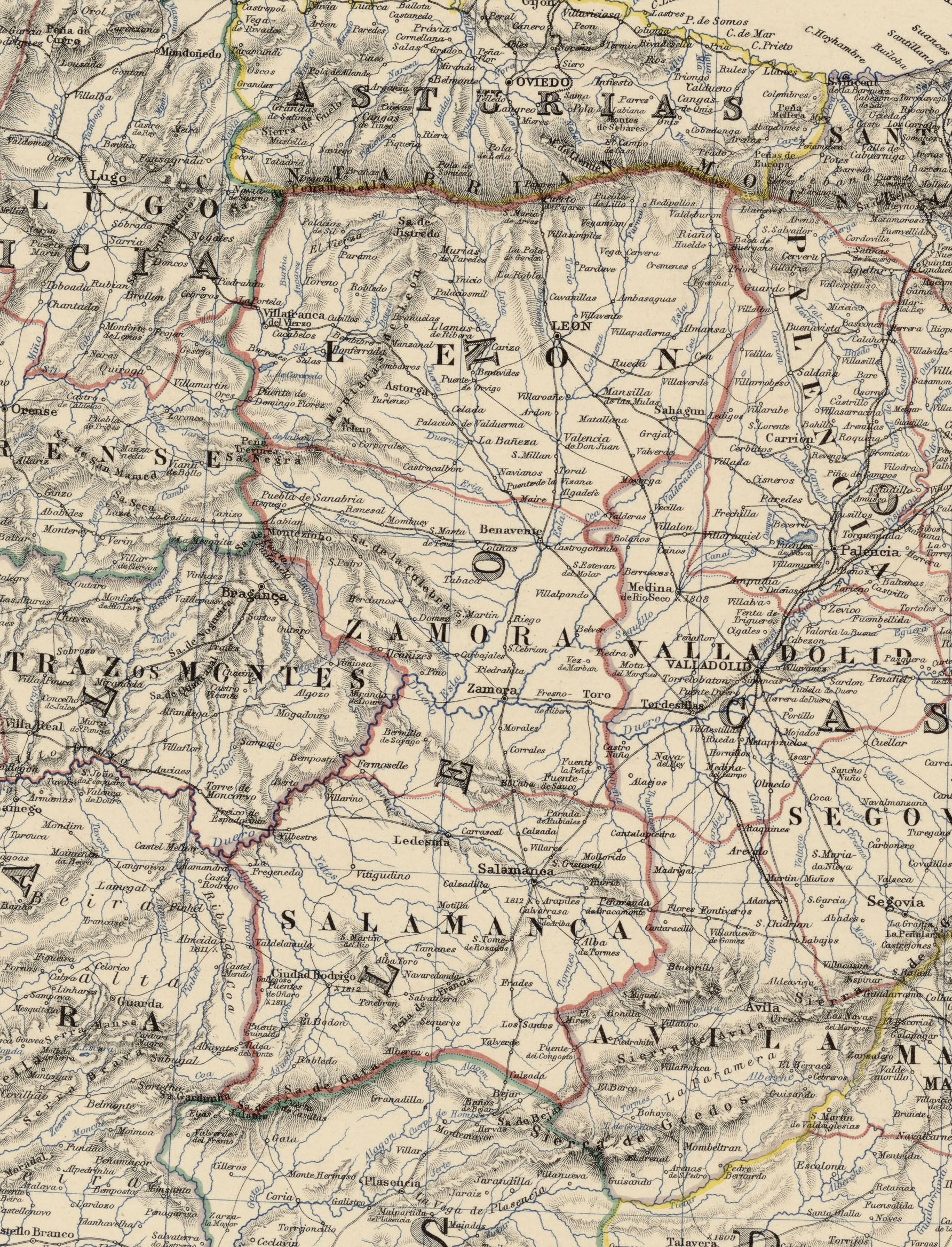
Detalle del mapa Spain & Portugal, realizado en 1864 por Keith Johnston, en el que se puede observar San Martín de Tábara

Durante la Edad Media San Martín quedó integrado en el Reino de León, cuyos monarcas habrían acometido la repoblación de la localidad dentro del proceso repoblador llevado a cabo en la zona, habiendo constancia histórica en esta época de la existencia de un Monasterio del Cister en el entorno de la localidad. En todo caso, los primeros documentos escritos en que aparece reflejado San Martín de Tábara datan del siglo XIV, cuando Enrique II donó al noble Gómez Pérez de Valderrábano el señorío de Tábara en el año 1371. Entonces San Martín estaba incluido en los lugares de la Vieja Tierra de Tábara, perteneciendo a este señorío (luego marquesado) hasta el año 1811, en el que fueron abolidos los señoríos por las Cortes de Cádiz.
Una de las peculiaridades de este pueblo, es la existencia de un libro conocido como El Becerro, por ser sus pastas de piel de becerro, el cual se inicia en 1771, recogiendo datos relacionados con el pueblo, de las tierras que cultivaba cada vecino y las rentas y foros que debían pagar.
Dada su pertenencia al señorío tabarés, durante la Edad Moderna San Martín de Tábara estuvo integrado asimismo en el partido de Tábara de la provincia de Zamora, tal y como reflejaba en 1773 Tomás López en Mapa de la Provincia de Zamora. Así, al reestructurarse las provincias y crearse las actuales en 1833, la localidad se mantuvo en la provincia zamorana, dentro de la Región Leonesa, integrándose en 1834 en el partido judicial de Alcañices, dependencia que se prolongó hasta 1983, cuando fue suprimido el mismo e integrado en el Partido Judicial de Zamora.
En torno a 1850, el antiguo municipio de San Martín de Tábara se integró en el de Olmillos de Castro.

## Demografía
Según los datos recogidos en relación con la densidad de población de San Martín, en el año 1587, tenía 21 vecinos; en el año 1751, se llegó a reducir hasta el número de 11 vecinos. A partir de estas fechas, la población de San Martín de Tábara comenzó a registrar mayor número de habitantes: 25 vecinos y 83 habitantes en 1847, y esta progresión alcanzó su punto álgido a mediados de los años 50, en los que se superaron los 300 habitantes (Olmillos de Castro junto con sus pedanías, alcanzó los 1.224 habitantes en 1960). Prueba de su buen número poblacional son los años 60 donde San Martín poseía 2 escuelas en funcionamiento (la actual, y la de al lado de la iglesia), ambas completas de niños.
San Martín de Tábara sufre una constante despoblación año tras año y sufre el serio riesgo de convertirse en un despoblado. Sus habitantes son en mayoría ancianos, y los jóvenes locales emigran principalmente a la capital, Zamora, por falta de medios, infraestructuras y futuro en toda la comarca.
| 83 | 149 | 147 | 142 | 130 | 128 | 131 | 129 | 124 | 92 |

- Los datos de 1842 son los únicos recogidos por el INE de San Martín de Tábara como municipio independiente; reseñar que dicha cifra pertenece a la población de derecho, por el contrario de las demás que son población de hecho.
- Sólo se disponen de datos poblacionales concretos desde el año 2000 en la Relación de Unidades Poblacionales de Olmillos de Castro. En años anteriores hay que remitirse solamente a Olmillos de Castro como municipio global.

## Economía
San Martín de Tábara cuenta con una economía principalmente del sector primario, donde sus habitantes son tanto agricultores como ganaderos, ocupando a la mayor parte de la población. En agricultura sobresalen los cultivos de trigo y cebada entre los cereales, y a ellos se dedican la mayor parte de las tierras cultivables. Mayor importancia presentan las leguminosas, cuya importancia es considerada como la de mejor calidad de la península ibérica. Los garbanzos, la berza, las algarrobas, las lentejas y los guisantes constituyen una de las mayores riquezas económicas de la zona, no sólo de San Martín. También es muy extendido el cultivo de la vid y cuya producción se destina en su totalidad a la obtención de vino. Importantes ingresos a la localidad los aporta tanto la recogida de setas, como la de piedra, actividades que se están aprovechando durante los últimos años. Complemento a la agricultura, es la ganadería; sobresale el ganado ovino, seguido del asnal y caprino. El ganado vacuno vive en régimen de pastoreo y se dedica prácticamente en su totalidad a la recría.
Existe una fábrica de quesos, que comercializan sus quesos bajo la marca El Beato de Tábara. La aldea cuenta con 1 bar. Habitualmente para por San Martín un camión que hace las labores de supermercado, y diariamente pasa una furgoneta con productos de panadería y bollería.

## Bienestar social

### Educación
San Martín de Tábara dispone de una escuela que pertenece al colegio rural agrupado de Tábara. La escuela de San Martín en los años 1990 y principios de los años 2000 albergaba entre 5 y 7 alumnos como media (distribuidos en una sola unidad desde los 3 a los 12 años), hasta que a mediados de los años 2000 la escuela cesó su actividad de estudios académicos reglados.
Hoy día se debate su recuperación como biblioteca local y centro cultural y de acceso a internet para los vecinos.
Anteriormente San Martín contó con 2 escuelas en funcionamiento. Actualmente la escuela situada junto a la iglesia de San Martín se encuentra derruida y abandonada.

### Sanidad
Los vecinos disponen de consultorio médico en el pueblo, al que acude un médico y un enfermero dos veces por semana.

## Patrimonio
- Iglesia de San Martín. De tres naves y arcos apuntados, estilo neogótico, espadaña triangular con pináculos y construida en mampostería y remates de ladrillo, aloja en su interior retablos barrocos con parte de la iconografía religiosa de la antigua y una pila bautismal decorada.
- Viaducto del Vertillo.
- La Llinera (fuente natural)
- Fuente Los Bodones
- Regato de los Vallones
- Estación de Losacio-San Martín de Tábara.

## Cultura

### Gastronomía
Destaca la rica y variada gastronomía local, basada en la producción de carnes de vacuno, cerdo y cordero, junto con la pesca. También es de destacar la legumbre y la hortaliza que suministra la huerta de la zona.

### Costumbres
La recogida de setas es una tare de larga tradición en la zona, reconvertida en afición poco antes de los años 2000. Consiste en la recolección de setas que surgen en el monte durante el otoño, principalmente de la variedad de boletus edulis.

### Idioma
Los vecinos de San Martín de Tábara utilizaban el habla en idioma leonés, perteneciente al asturleonés.

### Fiestas
La fiesta principal es San Martín de Tours, el 11 de noviembre. Se siguen manteniendo costumbres y tradiciones, celebrando otras festividades en honor a San Roque, San Isidro, San Cicuta o el Corpus, entre otras.